# World Championship Tennis Fall Finals 1982
World Championship Tennis Fall Finals 1982 byl druhý ze tří závěrečných tenisových turnajů WCT Finals v sezóně 1982. Představoval událost 23dílného mužského okruhu World Championship Tennis, prvního samostatného po čtyřech letech, na němž se akce WCT nehrály jako součást okruhu Grand Prix. Probíhal mezi 14. až 17. říjnem na koberci haly v Neapoli.
Do turnaje s rozpočtem 250 000 dolarů se kvalifikovalo osm nejlepších tenistů z podzimní části sezóny WCT 1982, na základě postavení v podzimním žebříčku WCT. Vítězem se stal Čech Ivan Lendl, který ve finále přehrál polského hráče Wojciecha Fibaka po třísetovém průběhu. Připsal si třináctý titul v probíhající sezóně a celkově třicátý druhý v kariéře.

## Finále

### Mužská dvouhra
- Ivan Lendl vs.  Wojciech Fibak, 6–4, 6–2, 6–1